# 長谷川太
長谷川 太（はせがわ ふとし、1966年（昭和41年）1月20日 - ）は、文化放送のアナウンサー。兵庫県神戸市出身。

## 経歴
兵庫県立須磨東高等学校、日本大学藝術学部放送学科卒業。1989年に文化放送に入社した。
スポーツ中継の実況などをこなす傍ら、同局の老舗アニラジ番組「ノン子とのび太のアニメスクランブル」では、「アニメチックアナウンサー」長谷川 のび太（はせがわ のびた）名義で、日髙のり子とともにパーソナリティを務めた。アニメ声優の経験もある。
現在は、スポーツ中継やニュースを読む場合は本名の「長谷川太」名義で、アニラジや声優といった場合は「長谷川のび太」名義となるが、超!A&G+で放送されていた『れい&ゆいの文化放送ホームランラジオ!』では、番組コンセプトと番組実況という肩書から本名名義で出演していた。同僚アナウンサーの斉藤一美曰く、「アニメとスポーツの世界を掛け持つ唯一無二の存在」。
2006年に開催されたFIFAワールドカップでは、ジャパンコンソーシアム中継において、全国民放ラジオ97社の代表として「日本対ブラジル」戦の実況を担当した。2010年での同大会では「日本対カメルーン」戦の実況を担当。オリンピックでは2000年シドニーオリンピック、2012年ロンドンオリンピックでジャパンコンソーシアムの中継を担当。

## 人物
「長谷川のび太」の由来は、かつて『吉田照美のやる気MANMAN!』の1コーナー「DOKIDOKI最先端情報」に出演していた際、パーソナリティの吉田照美から、見た目が漫画『ドラえもん』の「野比のび太」に似ていると言われたこととされる。

## 出演番組
- ライオンズナイター - 中継中に流れる速報チャイムの作曲も担当していた[注 1]
  - 長谷川太のスポーツギャラクシー - 2023年シーズンのスタジオ番組
  - 文化放送スポーツスペシャル・長谷川太のスポーツにちょい足し - 2023年度下半期ナイターオフ番組
- NRNナイター - 2019年以降SMBC日本シリーズ以外は他局への裏送りのみ
- ライオンズエクスプレス
- 中央競馬メインレース中継 - 『おとなりさんday』内包、1994年より担当、有馬記念の実況は1994年から2022年まで連続で担当している
- サッカー中継 - 天皇杯など

### 「長谷川のび太」名義
- 現在の担当番組なし

## 過去の出演番組
- 吉田照美 ソコダイジナトコ - 「7時の情報デリバリー」月曜日 ソコトコ スポーツのコーナーに、不定期出演
- しろバラ - 番組内のスポーツコーナー「すぽバラ!」「箱根駅伝への道」に、不定期出演）
- れい&ゆいの文化放送ホームランラジオ! - 番組実況、コーナー担当）

### 「長谷川のび太」名義
- メゾン・ド・アイドル となりのハチャメちゃん（1990年4月 - 1990年9月）
  - 超学生ハビタ となりのハチャメちゃん（1990年10月 - 1991年4月）
- A&Gアカデミー課外授業 のび太のアニメチックワールド!（BBQR）
- A&Gメディアステーション こむちゃっとカウントダウン - 櫻井孝宏が出演を自粛した間の代役
- アニメ文化通信（超!A&G+）
- おまかせ探偵のとまみこ（鬼教官、実況）
- ノン子とのび太のアニメスクランブル（1991年4月 - 2025年3月）

## 声優での出演作品
- プリンセスナイン 如月女子高野球部（アナウンサー）
- 犬夜叉（物売り）
  - 犬夜叉 紅蓮の蓬莱島（老人）
- いぬかみっ!（ジジ）
- ひまわりっ!（禿飛ハンゾウ）
- 武装中学生（アナウンサー）